# Fiano
Fiano é uma comuna italiana da região do Piemonte, província de Turim, com cerca de 2.558 habitantes. Estende-se por uma área de 12 km², tendo uma densidade populacional de 213 hab/km². Faz fronteira com Nole, Germagnano, Cafasse, Villanova Canavese, Vallo Torinese, Varisella, Robassomero, La Cassa, Druento.

## Demografia
| Variação demográfica do município entre 1861 e 2011                               |
|                                                                                   |
| Fonte: Istituto Nazionale di Statistica (ISTAT) - Elaboração gráfica da Wikipedia |